# Kaijansalo (ö i Norra Savolax)
Kaijansalo är en ö i Finland. Den ligger i sjön Kallavesi och i kommunen Kuopio i den ekonomiska regionen  Kuopio ekonomiska region  och landskapet Norra Savolax, i den centrala delen av landet, 300 km nordost om huvudstaden Helsingfors. Öns area är 20,9 hektar och dess största längd är 1 kilometer i sydöst-nordvästlig riktning.